# Trematodon norrisii
Trematodon norrisii är en bladmossart som beskrevs av A. J. Sharp 1986. Trematodon norrisii ingår i släktet tranmossor, och familjen Bruchiaceae. Inga underarter finns listade i Catalogue of Life.